# Soulvation
Soulvation is een danceact uit Nederland bedacht door dj Ronald Molendijk en toetsenist Jeroen Rietbergen. Met Reset Your Brain scoorde de groep in de zomer van 2003 hun grootste hit. Sinds 2017 bestaat de act uit Molendijk en Erland Galjaard.

## Geschiedenis
Molendijk en Rietbergen begonnen hun samenwerking met het project Flat Earth Society, waarmee ze aan het einde van de jaren negentig een reeks housetracks uitbrachten. Rond 2000 kwam het tweetal met het idee om housemuziek ook live te gaan vertolken. Ze richtten Soulvation op. Hiervoor verzamelde het tweetal een groep muzikanten en vocalisten. Zangeressen van de groep worden Caroline Dest en Marloes Nova. De anderen die aangehaakt worden zijn  Leendert Haaksma (gitaar), Jan van Duikeren (trompet) en Michel van Schie (bas). Soulvation debuteerde in 2001 met het nummer I Just Can't Stop en het album Some Love, waarop gastbijdragen van Hans Dulfer en Candy Dulfer stonden. Vanaf dat moment trad de groep op op diverse festivals. In 2002 won de band een Essent Award en speelde op Noorderslag. In de zomer van 2002 werd met Summer In The City opnieuw een hit gescoord. In het voorjaar van 2002 wisselde Soulvation van platenmaatschappij. Molendijk was ontevreden over PIAS, die de band naar zijn zeggen verwaarloosde. Door het vertrek naar BMG werd het debuutalbum echter om onduidelijke redenen uit de handel genomen. Opvolger One deed het goed. Dit mede door de hit Reset Your Brain, die de top tien bereikte. In 2006 volgde het album Motivated. Dit leidde tot het hitje I Wanna Be With You. Jeroen Rietbergen verliet de band in 2008. Hoewel de band nooit officieel werd opgeheven, was Soulvation sinds 2010 niet meer actief.
In 2017 werd Soulvation weer actief, ditmaal met Molendijk en Erland Galjaard als bezetting. Ze maken de track Stay The Same met Niels Geusebroek en Free Your Mind met Mr V.  Beiden draaiden als sinds 2010 al af en toe als duo. In 2020 verschijnen de singles Til I'm In Love en Devotion.

## Discografie

### Hitlijsten
| Single met eventuele hitnotering(en) in de Nederlandse Top 40 | Datum van verschijnen | Datum van binnenkomst | Hoogste positie | Aantal weken | Opmerkingen             |
| ------------------------------------------------------------- | --------------------- | --------------------- | --------------- | ------------ | ----------------------- |
| Summer In The City                                            | 2002                  | 03-08-2002            | 34              | 3            |                         |
| Reset Your Brain                                              | 2003                  | 06-09-2003            | 10              | 8            | Dancesmash op Radio 538 |
| Deeper                                                        | 2003                  |                       | tip2            |              |                         |
| I Wanna Be With You                                           | 2006                  | 01-07-2006            | 31              | 6            |                         |

Singles & ep's
- I Just Can't Stop (2001)
- Flying Into Love (2001)
- Temple Of Dance (met Michiel Borstlap) (2001)
- Summer In The City (2002)
- Reset Your Brain (2003)
- Deeper (2003)
- Phone In The Air (2006)
- I Wanna Be With You (2006)
- Stay The Same (met Niels Geusebroek) (2019)
- Devotion (2020)
- Til I'm In Love (2020)

Studioalbums
- Some Love (2001)
- One (2003)
- Motivated (2006)

## Trivia
- In 2002 kreeg Soulvation het aan de stok met OOR-columnist John van Luyn die de groep "band zonder fans" noemde. Dit leidde tot een boze brief van Ronald Molendijk die meldde dat die belediging hem de volgende ontmoeting zijn tanden zou kosten.[3]